# Гаптоглобин
Гаптоглобин (англ. Haptoglobin, Hp) — белок плазмы крови, с высокой аффинностью связывающий гемоглобин, высвобождающийся из эритроцитов, и тем самым ингибирующий его окислительную активность. Комплекс гемоглобин-гаптоглобин затем удаляется клетками ретикуло-эндотелиальной системы.
В некоторых исследованиях ген HP ассоциирован с риском развития шизофрении.

## Клиническое значение
Определение уровня гаптоглобина используется для диагностики внутри- и внесосудистого гемолиза, острых воспалительных заболеваний, а также с целью дифференциального фенотипирования.
Количественное определение гаптоглобина в крови используется для выявления и оценки степени гемолитической анемии и дифференциальной диагностики её от анемии, вызванной другими причинами. Нормальные уровни гаптоглобина 450-1650 мг/л. Уровень ниже 450 мг/л может означать, что эритроциты гибнут быстрее, чем обычно (в норме ежедневно гибнет 1% циркулирующих эритроцитов, период жизни эритроцитов 120 дней).

## Биологическое значение
Гаптоглобин связывает гемоглобин, который попадает в кровь при повреждении эритроцитов — свободный гемоглобин. При связывании гемоглобина гаптоглобином образуется комплекс гемоглобин-гаптоглобин, который поглощается клетками печени и утилизируется ими. Это физиологический процесс, в ходе которого печень возвращает организму аминокислоты глобина и железо гема. 